# Катерина Вадстенська
Свята Катерина Вадстенська, Катерина Шведська (1332 — 24 березня 1381, Вадстена) — шведська свята.

## Біографія
Її батько був Ульф Гудмарсон, князь Ульвоса. Мати — Бригіда Шведська (відома також як Біргітта Біргерсдоттер з Фінста). Крім Катерини в сім'ї було ще семеро дітей.
У віці дванадцяти або тринадцяти років Катерина вийшла заміж за лорда Егерта ван Кірена, дуже релігійного молодого дворянина німецького походження, якого вона переконала взяти обітницю абсолютної чистоти, і пара жила в стані невинності. У 1349 році Катерина супроводжувала матір до Риму, а незабаром після прибуття почула звістку про смерть чоловіка.
Вона залишилася з матір'ю, супроводжувала її у декількох мандрівках, включаючи одну до Святої землі. У Римі Катерина писала релігійні роботи. Вдруге заміж не вийшла, хоча до неї сваталися багато римських аристократів. Після смерті Бригіди Катерина повернулася до Швеції з тілом своєї матері, яка була похована у Вадстенському монастирі. Формально не будучи черницею, Катерина стала очільником ордену бригідок у Вадстенському монастирі, що заснувала її матір. Через декілька років вона повернулася до Риму, щоб зайнятися канонізацією своєї матері. Вона пробула там п'ять років і підтримувала тісну дружбу з Катериною Сієнською. Катерина домоглася затвердження статуту ордену і намагалася домогтися канонізації Бригіди, яка, однак, відбулася лише в 1391 році

## Прославлення
У 1484 році папа Інокентій VIII дав дозвіл на почитання Катерини як святої. День пам'яті призначений на 22 березня.
У 1488 році папа Інокентій VIII дав дозвіл на набуття її мощей у Вадстені. Формальний процес беатифікації та канонізації, який також задокументував необхідні дива,не був завершений через протестантську реформацію. У 1489 році її мощі були поміщені в раку і перенесені у Вадстенський монастир.

## Цитати
У своїх записах  Катерина каже
|  | Ким би ми не були в житті, у смерті ми всі стаємо однаковими, і якби через роки відкрити наші могили й поглянути на наші черепи, то не можна було б здогадатися, чи був той чи інший череп принца чи жебрака. Як тільки ми переступаємо межу вічності, припиняються всі відмінності особистості та статусу, тоді залишаються лише створіння по відношенню до Творця – перед Богом ми всі рівні. |

|  | Милосердя – це в певному сенсі квиток, який дозволяє нам увійти в Царство Небесне |

|  | Подібно до того, як дитина схожа на свого батька, він її любить і успадковує його майно після його смерті, так і миротворці схожі на свого Бога, Бога миру , Князя миру |